# Nazareth College (CDP, New York)
Nazareth College est une census-designated place du comté de Monroe, dans l'État de New York, aux États-Unis. En 2020, elle compte une population de 1 182 habitants.